# چرخ گردون (رمان)
رمان‌های سه‌گانه چرخ گردون (جاده سفید-چشم اسب-ردپای باد) کتابی از جمیله گوین با ترجمهٔ حسن ابراهیمی الوند است که در سال ۱۳۸۵ منتشر و در مراسم کتاب سال جمهوری اسلامی ایران به‌عنوان کتاب برگزیده معرفی شد.